# Орчано-ді-Пезаро
Орчано-ді-Пезаро (італ. Orciano di Pesaro) — муніципалітет в Італії, у регіоні Марке,  провінція Пезаро і Урбіно.
Орчано-ді-Пезаро розташоване на відстані близько 210 км на північ від Рима, 45 км на захід від Анкони, 26 км на південь від Пезаро, 27 км на схід від Урбіно.
Населення — 2050 осіб (2014).

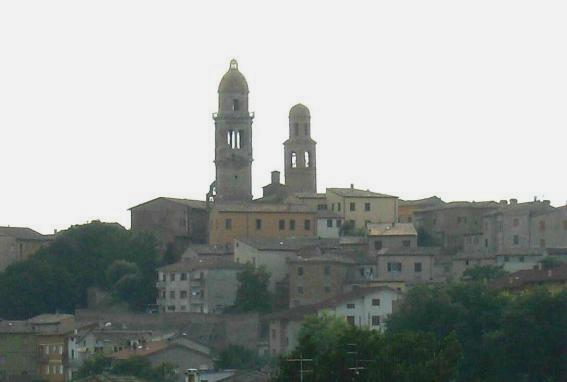

Щорічний фестиваль відбувається 25 листопада. Покровитель — Santa Caterina.

## Демографія
Населення за роками:

Станом на 31 грудня 2014 року в муніципалітеті офіційно проживало 85 іноземців з 19 країн, серед них 36 громадян країн Євросоюзу та 8 громадян України.

## Сусідні муніципалітети
- Баркі
- Мондавіо
- Монте-Порціо
- Монтемаджоре-аль-Метауро
- Сан-Джорджо-ді-Пезаро
- Сант'Іпполіто
- Серрунгарина